# Тамбо
Тамбо (също се изписва и танбо) е оръжие, използвано в бойно изкуство. Дължината на тамбото е значително по-малка от тази на традиционната ратан пръчка, използвана в Ескрима. Оръжието има дължина от около 30 – 45 cm. Тамбото често се прави от бамбук или друго дърво.
Използва се в няколко бойни изкуства, включително и Чуонг Нху.

## Употреба
В умели ръце тамбото може да бъде смъртоносно. Основната употреба е за бързи и точни атаки, като се удрят най-вече страничните части на човешкото тяло. Всъщност, всяка част на тялото може да се удари с тамбото, като изключим корема.
За да използвате оръжието ефективно, си представете опонента си като двуизмерен образ, застанал пред вас. Вашата задача е проста – нанасяйте порой от удари по граничните части на двуизмерния образ (тоест горната и задната част на главата, ушите, ръцете, дланите, врата, кръста, бедрата, колената, капачките на колената и прасците). Разбира се, ако опонента ви се е обърнал на страни, можете да удряте по коремната област, носа, очите и слабините му.
Тамбото може да се използва и за мушкане и избутване на опонента на земята с дръжката, блокиране (като се държи с двете ръце) и париране на атаки. Скоростта и точността са основните изисквания за успешно използване на това оръжие.